# Paramecia
Paramecia (oversat til "Supermennekse System") er en af de tre typer djævlefrugt i One Piece-universet. Disse frugter giver brugeren en evne, der kan påvirke deres krop, manipulere omgivelserne eller producere forskellige substanser. Generelt set er Paramecia djævlefrugter, frugter der giver deres brugere evner ud over at forvandle sig til elementer, ligesom Logia, eller forvandle sig til dyr, ligesom Zoan. Selvom de ikke inkludere evner der tillader element eller dyre transformationer, er der nogle af dem der er i stand til andre transformationer. Dette er den mest udbredte, og oftest set klasse af djævlefrugter.
Gum-Gum frugten: Spist af Monkey D. Luffy. Forvandler permanent kroppen til ekstremt slidstærkt naturgummi, så man kan strække sig som gummi og bliver immun over for slag, pistolkugler, kanonkugler og elektricitet. Dog er man stadig meget svag over for alt skarpt.
Split-Split frugten: Spist af Klovnen Buggy. Lader en skille sin krop ad og kontrollere de forskellige dele, samtidig med, at man bliver immun over for skærende våben som knive og sværd. Han er god stadig nødt til at have fødderne på jorden for at kunne lade de andre flyve.
Silke-Silke frugten: Spist af Lady Alvida. Gør ens krop meget glat, så alle objekter vil glide direkte af kroppen, så man er immun over for praktisk talt enhver skade. Frugten forbedrer tilsyneladende også ens udseende.
Bom-Bom frugten: Spist af Mr. 5. Gør, at man kan lade enhver kropsdel eksplodere uden selv at tage skade; dette gælder selv for hår, bussemænd og ånde. Man bliver også immun over for eksplosive angreb.
Kilo-Kilo frugten: Spist af Miss Valentine. Giver en evnen til at ændre sin vægt mellem 1 til 10.000 kilo.
Flora-Flora frugten: Spist af Nico Robin. Lader en kopiere og udvokse dele af sin egen krop flere gange på overfladen af jorden, et objekt eller et menneske. En ulempe er, at man også kan føle smerte i sine nyudvoksede kropsdele
Voks-Voks frugten: Spist af Mr. 3. Tillader en at tappe uendeligt meget voks fra sin krop og skabe ting ud af det. Når voksen hærder, bliver den hård som stål. Det er ikke en logia, da man ikke kan forvandle sig selv til voks og derfor ikke er immun over for fysiske angreb. En svaghed er, at voksen kan smelte lige så nemt som normal voks.
Mums-Mums frugten: Spist af Wapol. Giver en evnen til at spise alt, hvad man har lyst til, og derefter bygge det ind i sin egen krop. Man kan også spise sig selv og på den måde ændre sin kropsform. Munden kan også forstørres til ekstreme størrelser. En svaghed er, at man bliver sulten næsten hele tiden.
Klon-Klon frugten: Spist af Mr. 2. Giver en evnen til at ændre udseende til en, man har rørt. Man får også personens styrke, hurtighed o.l. Man skifter tilbage til sit normale udseende ved at klappe sin venstre kind. En svaghed er, at man ikke kan få sin nye skikkelses djævlekræfter.
Tschink-Tschink frugten: Spist af Mr. 1. Gør ens krop til stål, og giver en evnen til at lave stålblade fra sin krop. Så man kan lave sin krop til et sværd.
Spyd-Spyd frugten: Spist af Miss Doublefinger. Giver en evnen til at gro torne på enhver kropsdel og forvandle en kropsdel helt til en torn. Man kan også bruge en teknik kaldet Tornedoping til at forøge sin muskelmasse. Tornene kan gå gennem sten.
Lænke-Lænke frugten: Spist af Hina. Giver en evnen til at placere jernlænker på enhver, der går gennem ens krop.
Spring-Spring frugten: Spist af Bellamy. Giver en evnen til at forvandle sine ben til fjedre. Det vides ikke, om resten af kroppen også kan forvandle sig til fjedre.
Sløv-Sløv frugten: Spist af Foxy. Giver en evnen til at sende stråler, de såkaldte langsomme fotoner, der sætter en i slowmotion i 30 sekunder.
Boble-Boble-frugten: Spist af CP9 agenten Kalifa. Giver evnen til at frembringe skum der kan suge energien ud af en, og kan give en den glatteste hud, ulempen er at man næsten ikke kan stå op.